# Премия Эдгара Уилсона
Премия Эдгара Уилсона — международная премия по астрономии, учрежденная в 1998 году. Присуждается ежегодно, состоит из денежного вознаграждения и мемориальной доски любителям комет. Управляется Смитсоновской астрофизической обсерваторией (SAO) через Центральное бюро астрономических телеграмм (CBAT) МАС.

## Основание премии
Эдгар Уилсон был американским бизнесменом, который жил в Лексингтоне, штат Кентукки.  После смерти основателя премии в 1976 году был создан благотворительный целевой фонд Эдгара Уилсона, и награды распределялись в соответствии с условиями его завещания.

## Требования к претендентам
Каждый год награда делится между астрономами-любителями, которые в течение этого года, используя любительское оборудование, обнаруживают одну или несколько новых комет, которые затем официально названы в их честь. Ежегодная общая сумма вознаграждения составляет порядка 20 000 долларов США. Эта сумма колеблется год от года. Когда в текущем году нет подходящих первооткрывателей, CBAT присуждает награду астроному-любителю или астрономам, которые, по его мнению, «внесли наибольший вклад в развитие интереса к изучению комет»
.

## Получатели
Список получателей, действующих на 2014 год :
- 2014
  - Терри Лавджой, Австралия (C/2013 R1 (Лавджоя))
  - Майкл Шварц, США (P/2013 T2 и C/2014 B1)
  - Пауло Ольворсем, Бразилия (C/2013 D1)
  - Геннадий Борисов, Россия (C/2013 V2)
  - Виталий Невский, Россия (P/2013 V3)
  - Кристовао Жак, Бразилия (C/2014 E2)
  - Геннадий Борисов (специальная награда за комету C/2013 N4 (Borisov), которая была найдена в профессиональном качестве)
  - Мишель Ори, Швейцария (специальная награда для C/2013 V5, которая была названа Oukaimeden)
  - Кристовао Жак, Эдуардо Пименталь и Жоао Баррос (специальная награда за C/2014 A4, которая получила название SONEAR)
  - Матиас Буш и Рафаль Резелевский (специальная награда за C/2014 C1, которая получила название TOTAS)
  - Пауло Ольворсем и Майкл Шварц (специальная награда для C/2014 F2, которая получила название Tenagra)
- 2013
  - Томас Воробьёв, Словацкая Республика (P/2012 T7)
  - Пауло Ольворсем, Бразилия (C/2013 D1)
  - Масаюки Ивамото, Япония (C/2013 E2)
  - Клодин Риннер, Франция (специальная награда за поиск трех комет под названием "MOSS")
  - Майкл Шварц, Аризона, США (специальная награда за поиск нескольких комет под названием «Тенагра»)
  - Виталий Невский и Артём Новичонок, Россия (специальная награда за поиск Комета C/2012 S1 (ISON))
- 2012
  - Леонид Еленин, Россия (P/2011 NO_1)
  - Артём Новичонок и Владимир В. Герке, Россия (P/2011 R3)
  - Клодин Риннер, Франция (P/2011 W2)
  - Терри Лавджой, Австралия (C/2011 W3)
  - Манфред Брюнджес, Миссури, США (C/2012 C2)
- 2011
  - Каору Икэя и Сигэки Мураками, Япония (P/2010 V1)
  - Леонид Еленин, Россия (C/2010 X1)
  - Майкл Шварц, Аризона, США; и Пауло Ольворсем, Бразилия (C/2011 K1)
- 2010
  - Руи Ян, Ханчжоу, Чжэцзян, Китай; и Син Гао, Урумчи, провинция Синьцзян, Китай (P/2009 L2)
  - Дон Маххольц, Колфакс, Калифорния, США (C/2010 F4)
  - Ян Валес, Идрия, Словения (P/2010 H2)
- 2009
  - Роберт Э. Холмс-младший, Чарльстон, Иллинойс, США (C/2008 N1)
  - Станислав Матич, Обсерватория Црни-Врх, Словения (C/2008 Q1)
  - Мишель Ори, Делемонт, Швейцария (P/2008 Q2)
  - Коити Итагаки, Ямагата, Япония (C/2009 E1)
  - Дэ-ам-Йи, Йонгвол-кун, Канвондо, Корея (C/2009 F6)
- 2008
  - Тао Чен, город Сучжоу, провинция Цзянсу, Китай; и Син Гао, Урумчи, провинция Синьцзян, Китай (C/2008 C1).
- 2007
  - Джон Бротон, Риди-Крик, Клд, Австралия (C/2006 OF2)
  - Дэвид Леви, Тусон, Аризона, США (P/2006 T1)
  - Терри Лавджой, Торнлендс, Квинсленд, Австралия (C/2007 E2 и C/2007 K5)
- 2006
  - Чарльз В. Джулз, Fountain Hills, AZ, USA и Пауло Ольворсем, Кампинас, Бразилия (C/2005 N1)
  - Джон Бротон, Риди-Крик, Клд, Австралия (P/2005 T5)
- 2005
  - Рой Такер, Тусон, Аризона, США (C/2004 Q1)
  - Дональд Эдвард Махольц-младший, Колфакс, Калифорния, США (C/2004 Q2)
- 2004
  - Велло Табур, Ванниасса, АСТ, Австралия (C/2003 T3)
  - Уильям А. Брэдфилд, Янкалилья, С. Австралия (C/2004 F4)
- 2003
  - Себастьян Флориан Хёниг, Доссенхайм или Гейдельберг, Германия (C/2002 O4)
  - Тетуо Кудо, Ниши Гоши, Кикучи, Кумамото, Япония (C / 2002 X5)
  - Шигехиса Фудзикава, Унохара, Кагава, Япония (C / 2002 X5)
  - Чарльз В. Джулз, Fountain Hills, AZ, USA; и Пауло Ольворсем, Кампинас, Бразилия (C / 2002 Y1)
- 2002
  - Вэнс Эвери Петриев, Регина, СК, Канада (P / 2001 Q2)
  - Уильям Кхуон Ю Ён, Бенсон, Аризона, США (P / 2002 BV)
  - Каору Икэя, Мори, Шучи, Сидзуока, Япония (C / 2002 C1)
  - Дацин Чжан, Кайфэн, провинция Хэнань, Китай (C / 2002 C1)
  - Дуглас Снайдер, Паломинас, Аризона, США (C / 2002 E2)
  - Сигэки Мураками, Мацунояма, Ниигата, Япония (C / 2002 E2)
  - Сёго Уцуномия, Минами-Огуни, Асо, Кумамото, Япония (C / 2002 F1)
- 2001
  - Альберт Фал Джонс, Сток, Нельсон, Новая Зеландия (C / 2000 W1)
  - Сёго Уцуномия, Минами-Огуни, Асо, Кумамото, Япония (C / 2000 W1)
- 2000
  - Даниэль В. Линн, Кинглейк Вест, Виктория, Австралия (C / 1999 N2)
  - Корадо Корлевич, Вишнян, Хорватия (P / 1999 WJ7)
  - Гари Хуг и Грэм Белл, Эскридж, Канзас, США (P / 1999 X1)
- 1999
  - Питер Уильямс, Хиткот, Новый Южный Уэльс, Австралия (C / 1998 P1)
  - Рой Такер, Тусон, Аризона, США (P / 1998 QP54)
  - Михаэль Йегер, Вайссенкирхен Вахау, Австрия (P / 1998 U3)
  - Джастин Тилбрук, Клэр, С. Австралия (C / 1999 A1)
  - Корадо Корлевич и Марио Юрич, Вишнян, Хорватия (P / 1999 DN3)
  - Стивен Ли, Кунабарабран, Новый Южный Уэльс, Австралия (C / 1999 H1)

За первые 8 лет с основания премии Уилсона (1999–2006 гг.) 17 наград получили визуальные исследователи комет, 10 наград - CCD, а одна награда - фотографу, обнаружившему комету. (Здесь «вознаграждение» означает одно полное вознаграждение, означающее, что некоторые команды из двух человек - в случае обнаружения CCD - представляют отдельные денежные вознаграждения, которые равномерно распределяются между членами команды, даже если каждый участник получает свою собственную награду-знак. )